# Euchomenella
Euchomenella (лат.) — род богомолов из семейства Deroplatyidae (ранее в Angelinae из Mantidae). Известен из Индии и Юго-Восточной Азии (в основном с Явы, Суматры, Борнео, Вьетнама, Сулавеси, Молуккских островов и Филиппин). Род включает около десяти видов.

## Описание
Глаза округлые. Вершина головы без шипов и бугорков. Пронотум полностью гладкий и по размеру равен или длиннее остального тела; метазона отчётливо длиннее чем прозона (в 3,6—5,4 раза). Переднеспинка с четырьмя дисковидными шипами, из которых второй длиннее остальных, также имеет 14—15 передневентральных и 4 задневентральных шипа. Внутренняя сторона переднего бедра с двумя поперечно пересекающимися полосами, которые разделяют бедренную область на три равные части и затемненная область около дистального конца переднеспинки. Внутренние апикальные доли переднеспинки прилегают друг к другу. Переднеспинка с 7—8 задневентральными шипами. Церки простые и цилиндрические с волосками. Самка значительно крупнее самца, с сильно укороченными передними и задние крылья составляют менее половины длины брюшка. У самца оба крыла хорошо развиты, доходят до кончика брюшка, коричневатые.
От близких групп род отличается следующими признаками: внутренние апикальные доли передних тазиков смежные, не расходятся; первый дисковидный шип переднего бедра короче второго; крылья самки заметно редуцированы; гениталии самца простые, псевдофаллус не крючковатый.

## Классификация
Род включает около десяти видов и был впервые выделен в 1916 году итальянским энтомологом Эрманно Джильо-Тосом (Giglio-Tos, 1865—1926), типовой вид Mantis heteroptera de Haan, 1842.
- Euchomenella adwinae  Vermeersch, 2018[9]
- Euchomenella apicalis Werner, 1922
- Euchomenella heteroptera (de Haan, 1842)
  - =Mantis heteroptera de Hann, 1842
- Euchomenella kasetsart Unnahachote et al., 2020[3]
- Euchomenella macrops (Saussure, 1870)
  - =Miopteryx macrops Saussure, 1870
- Euchomenella matilei Roy, 2001[10]
- Euchomenella moluccarum (Saussure, 1872)
- Euchomenella pallida Roy, 2001[10]
- Euchomenella thoracica (de Haan, 1842)
- Euchomenella udovichenkoi Shcherbakov, 2012[11]